# Flórián Albert
Flórián Albert (Hercegszántó, Hongria, 15 de setembre del 1941 - Budapest, 31 d'octubre del 2011) va ser un destacat futbolista hongarès dels anys 60. Fou Pilota d'Or el 1967.

## Biografia
Albert jugà de davanter als equips on milità. Amb la selecció de futbol d'Hongria marcà 32 gols en 75 partits. Participà a dues Copes del Món, el 1962 i 1966. El 1962 fou el màxim golejador de la competició amb 4 gols, juntament amb Dražan Jerković, Garrincha, Vavá, Valentin Ivanov i Leonel Sánchez.
Romangué tota la seva carrera esportiva a un únic club, el Ferencváros. Fou futbolista europeu de l'any el 1967 i màxim golejador hongarès els anys 1960, 1961 i 1965.
Des del 2007, l'estadi on juga el Ferencváros porta el seu nom. El 27 d'octubre de 2011 fou operat de problemes cardíacs. Malgrat que l'endemà el seu antic club Ferencváros va dir que l'operació havia estat un èxit, va morir el dia 31 d'octubre de 2011.

## Trajectòria esportiva
- Ferencváros: 1958-1974, 350 partits (258 gols)

## Palmarès
- Copa de les Ciutats en Fires: 1965
- Lliga hongaresa de futbol: 1963, 1964, 1967, 1968
- Copa hongaresa de futbol: 1972